# Fekete kakukk
A fekete kakukk (Cuculus clamosus) a madarak osztályának kakukkalakúak (Cuculiformes) rendjébe, ezen belül a kakukkfélék (Cuculidae) családjába tartozó faj.

## Rendszerezése
A fajt John Latham angol ornitológus írta le 1801-ben.

## Alfajai
- Cuculus clamosus gabonensis Lafresnaye, 1853
- Cuculus clamosus clamosus Latham, 180[2]

## Előfordulása
Afrikában, a Szahara alatti részeken, Angola, Botswana, Burkina Faso, Burundi, Csád, a Dél-afrikai Köztársaság, Dél-Szudán,  Kamerun, a Kongói Demokratikus Köztársaság, a Kongói Köztársaság, a Közép-afrikai Köztársaság, Elefántcsontpart, Egyenlítői-Guinea, Eritrea, Etiópia, Gabon, Ghána, Guinea, Kenya, Libéria, Malawi, Mozambik, Namíbia, Nigéria, Ruanda, Sierra Leone, Szudán, Szváziföld, Tanzánia, Togo, Uganda, Zambia és Zimbabwe területén honos. Kóborlásai során eljut Gambiába, Maliba, Szenegálba és Szomáliába is.
Természetes élőhelyei a szubtrópusi és trópusi síkvidéki esőerdők, lombhullató erdők, legelők, szavannák és cserjések. Vonuló faj.

## Megjelenése
Testhossza 31 centiméter.

## Életmódja
Rovarokkal táplálkozik.

## Szaporodása
Költésparazita, általában a bokorgébicsfélék családjába tartozó fajok fészkébe rakja tojását.

## Természetvédelmi helyzete
Az elterjedési területe rendkívül nagy, egyedszáma pedig stabil. A Természetvédelmi Világszövetség Vörös listáján nem fenyegetett fajként szerepel.